# Mil Mi-30
Der Mil Mi-30 (russisch Миль Ми-30) Vintoplan war ein russisches Kipprotor-STOL/VTOL-Konzept, das 1972 entstand. Die Vintoplan wäre ein Transportflugzeug für bis zu 19 Passagiere oder zwei Tonnen Fracht gewesen. Sein Zweck bestand darin, die Hubschrauber Mil Mi-8 und Mil Mi-17 zu ersetzen.

## Geschichte
Das Mil Design Bureau verfolgte die Kipprotor-Projekte bei Bell Flight genau und das von Bell vorgeschlagene Konzept schien überzeugend. 1972 entwickelten Mil-Designer einen ähnlichen Entwurf, den Mi-30. Zu Beginn der 1980er Jahre erstellten Wissenschaftler und Hubschrauberkonstrukteure einen Entwurf und mehrere Layouts für dieses komplizierte Flugzeug. Der ursprüngliche Entwurf des Mil Mi-30 Vintoplan sollte einen Klimow TW3-117-Wellenturbinen mit einem vierblättrigen Propellerrotor pro Flügel verwenden. Das ursprüngliche Design des Mil Mi-30 hatte mehrere Probleme: Aeroelastizität, Konstruktionsdynamik, Eigenschaften für die Schwenkapparatur, Aerodynamik und Flugdynamik. Der Vintoplan durchlief verschiedene Designs und Layouts und wechselte von 2 Motoren zu 3 oder 4 Motoren und wieder zurück zu 2 Motoren.
Im Jahr 1981 unterbreitete ein Erlass zur Entwicklung des Mi-30 Vintoplan dem Kunden und den Institutionen bei MAP einen Vorschlag, kurz nachdem das Militär den Vintoplan genehmigt hatte, sich jedoch größere und leistungsstärkere Motoren wünschte. Bei der Entwicklung wurde die Gewichtskapazität auf 3–5 Tonnen und die Passagiergrenze auf 32 erhöht. In den Jahren 1986–1995 wurde die Mil Mi-30 in das Rüstungsprogramm aufgenommen. Aufgrund des Zerfalls der Sowjetunion und ihrer Wirtschaft hatte die Mil Mi-30 jedoch keinen Erfolg in der neuen politischen und wirtschaftlichen Lage.
Der Mi-30 Vintoplan war von 1989 bis 1995 in der Sowjetunion im 5-Jahres-Plan enthalten, das Projekt wurde jedoch nie abgeschlossen. Im letzten Jahr haben OKB-Experten in der Sowjetunion drei verschiedene Modelle der Mil Mi-30 entworfen, jedes mit unterschiedlichem Design: Mi-30S, Mi-30D und Mi-30L.
In Russland wurde 2015 ein unbemanntes Kippflügler-Projekt gestartet.

## Varianten
- Die Mi-30S hatte ein konventionelles Seitenleitwerk, Canards. Das Antriebs- und Kippkonzept entsprach mit den außen liegenden fix horizontalen Triebwerken und dem partiell schwenkbaren Rotor der Antriebsauslegung vergleichbar der Bell V-280.
- Die Mi-30L hatte eine Rumpfauslegung und Flügel- und Seitenleitwerkauslegung wie die Bell-Boeing V-22. Die gesamten Rotorgondeln an den Flügelspitzen waren drehbar. Im Gegensatz zur V-22 waren die Turbinen jedoch im Rumpf hinter dem Flügelkasten angeordnet, mit seitlichen Lufteinlässen und nach oben weisenden Auslässen.
- Die Mi-30D hatte einen konventionellen Rumpf mit Kreuzleitwerk. Die gesamten Rotorgondeln an den Flügelspitzen waren drehbar. Die Triebwerke war auf dem Rumpf zentral montiert, vergleichbar mit den Triebwerken diverser Mil Maschinen wie z. B. der Mi-8.